# Albizia tulearensis
Albizia tulearensis är en ärtväxtart som beskrevs av René Viguier. Albizia tulearensis ingår i släktet Albizia och familjen ärtväxter. Inga underarter finns listade i Catalogue of Life.